# Kongossa
Le kongossa est un terme d'origine camerounaise. Il s'agit d'un mot de la langue douala, langue officielle du peuple Sawa (région du littoral Cameroun dont la capitale est Douala - pays des Douala), passé dans l'argot camerounais.
On en trouve aussi des usages au Nigeria, que ce soit en français, en anglais ou en pidgin, ainsi que dans le Krio de Sierra Leone, il désigne les rumeurs publiques, le bouche-à-oreille et les commérages de quartier,,.
En effet, dans un climat général de défiance envers les médias publics ou privés, le kongossa reste l'une des principales sources d'information des Camerounais.
Le kongossa peut aussi être l'équivalent urbain de la palabre traditionnelle africaine, créateur de lien social par l'échange des nouvelles du quartier.